# Église Saint-Ébremond de La Barre-de-Semilly
L'église Saint-Ébremond de La Barre-de-Semilly est un édifice catholique, du XIIe siècle, qui se dresse sur le territoire de la commune française de La Barre-de-Semilly, dans le département de la Manche, en région Normandie. L'édifice est inscrit au titre des monuments historiques.

## Localisation
L'église est située dans le bourg de La Barre-de-Semilly, dans le département français de la Manche.

## Historique
L'église romane date du XIIe siècle (du second tiers selon les spécialistes, c'est-à-dire entre 1130 et 1170), tout au moins pour sa partie la plus ancienne, le chœur, et probablement la plupart des murs.

## Description
L'église correspond au schéma roman ou proto-gothique d'un petit groupe régional bien caractérisé de petite église du Cotentin, dite « école de Lessay », avec notamment celles de Martinvast et Octeville, où dès le premier quart du XIIe siècle, la croisée d'ogives est appliquée aux voûtements du chœur,. Le plan de l'église est de type ecclésiole à chevet plat.

### Extérieur
Après les dommages de la guerre, le chœur et le clocher ont retrouvé leur couverture en schiste du Nord-Cotentin, le « platin » de Cherbourg. Les fenêtres du chœur ont également retrouvé leur dimension d'origine.
Les pierres qui soutiennent le clocher représentent des visages humains et animaux. La tour est massive, écrasée, mais ses fenêtres ont vu leur forme se modifier au cours des siècles : toutes les huit ont évolué différemment.
Un peu partout, les pierres sont assemblées selon une disposition appelée en « feuilles de fougère » ou « arête-de-poisson » (opus spicatum). Même si cela ne date pas l'époque de construction, on retrouve la même technique au vieux château de Saint-Pierre[Où ?] (fin XIe siècle).

### Intérieur
L'intérieur est un simple rectangle ou presque. On ne trouve ni bas-côtés, ni transept.
Le plafond est voûté :
- à l'ouest, sur quatre travées, la nef unique est couverte en bois, comme un navire renversé (elle fut refaite après la guerre) ;
- au centre, une travée carrée, avec deux voûtes de pierres qui se rejoignent au blason (c'est cette partie du XVe siècle qui supporte la tour du clocher) ;
- à l'est, le chœur et son abside avec ses huit nervures qui rayonnent[4] à partir d'une clé centrale. Autant de courbes sur si peu d'espace a de quoi surprendre. Si ce dessin est courant dans les cathédrales, dans ce modeste sanctuaire quatre auraient suffi, d'autant plus que rien n'est circulaire dans ce chœur, le chevet lui-même est plat.

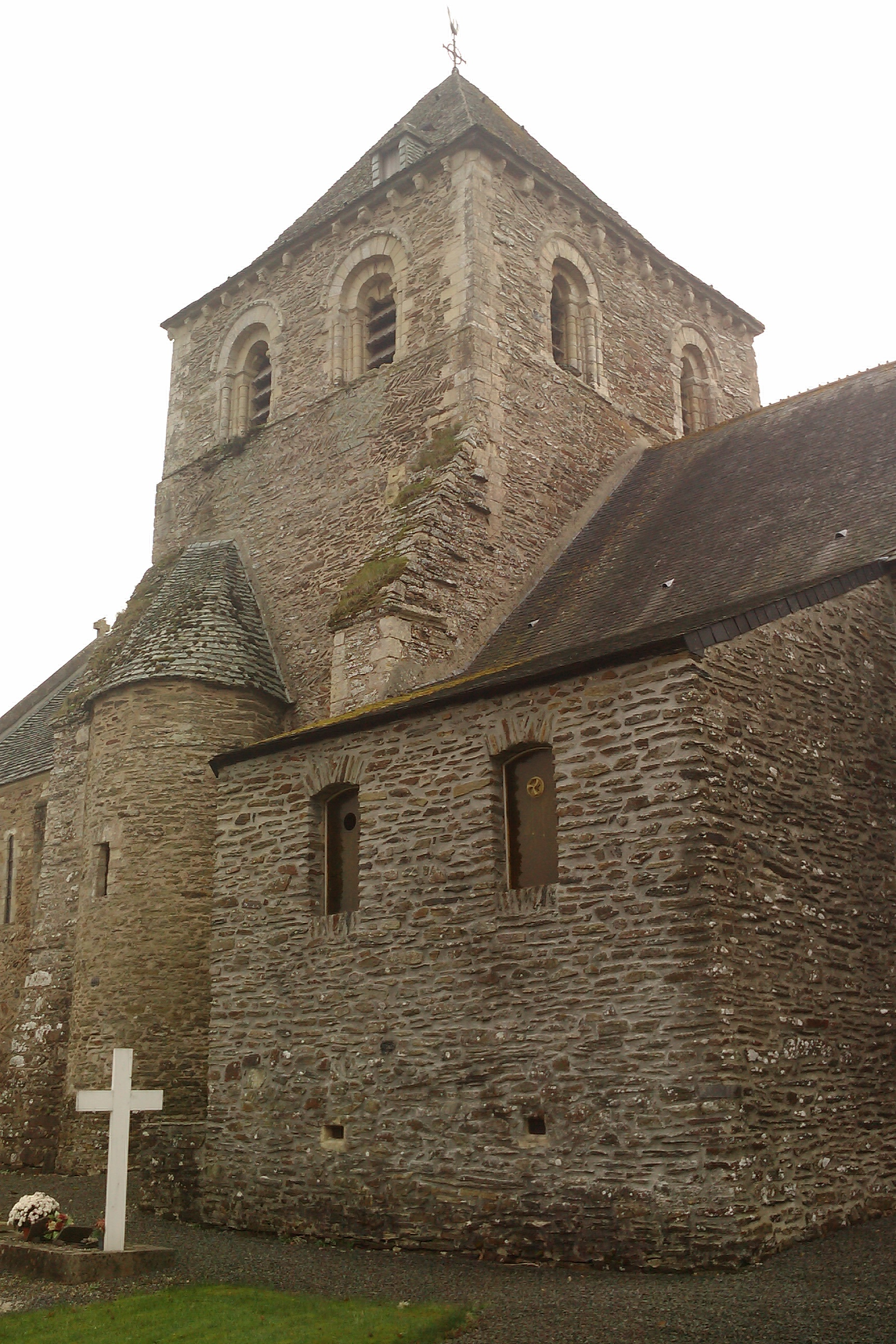
Le clocher.
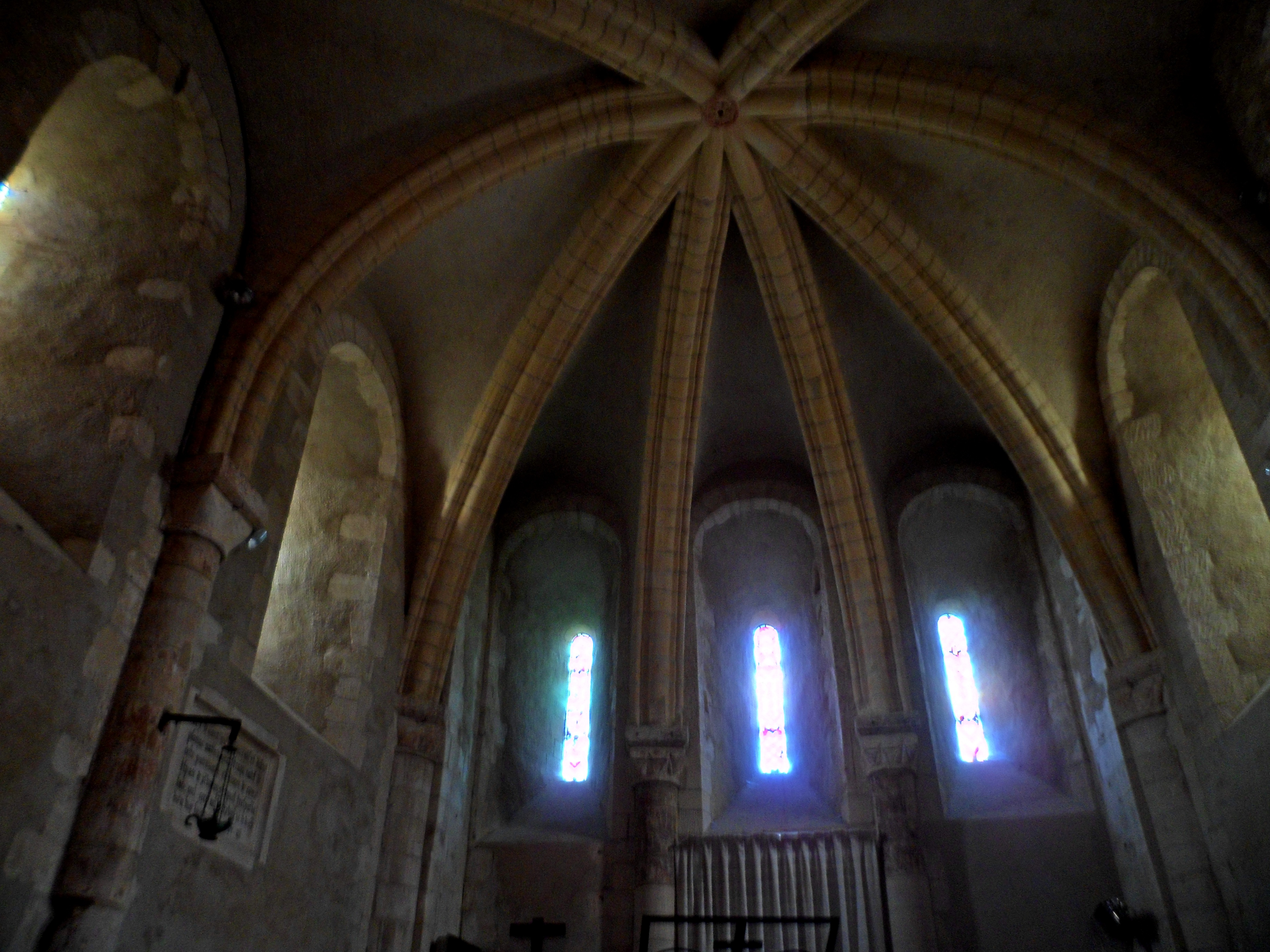
Le chœur.
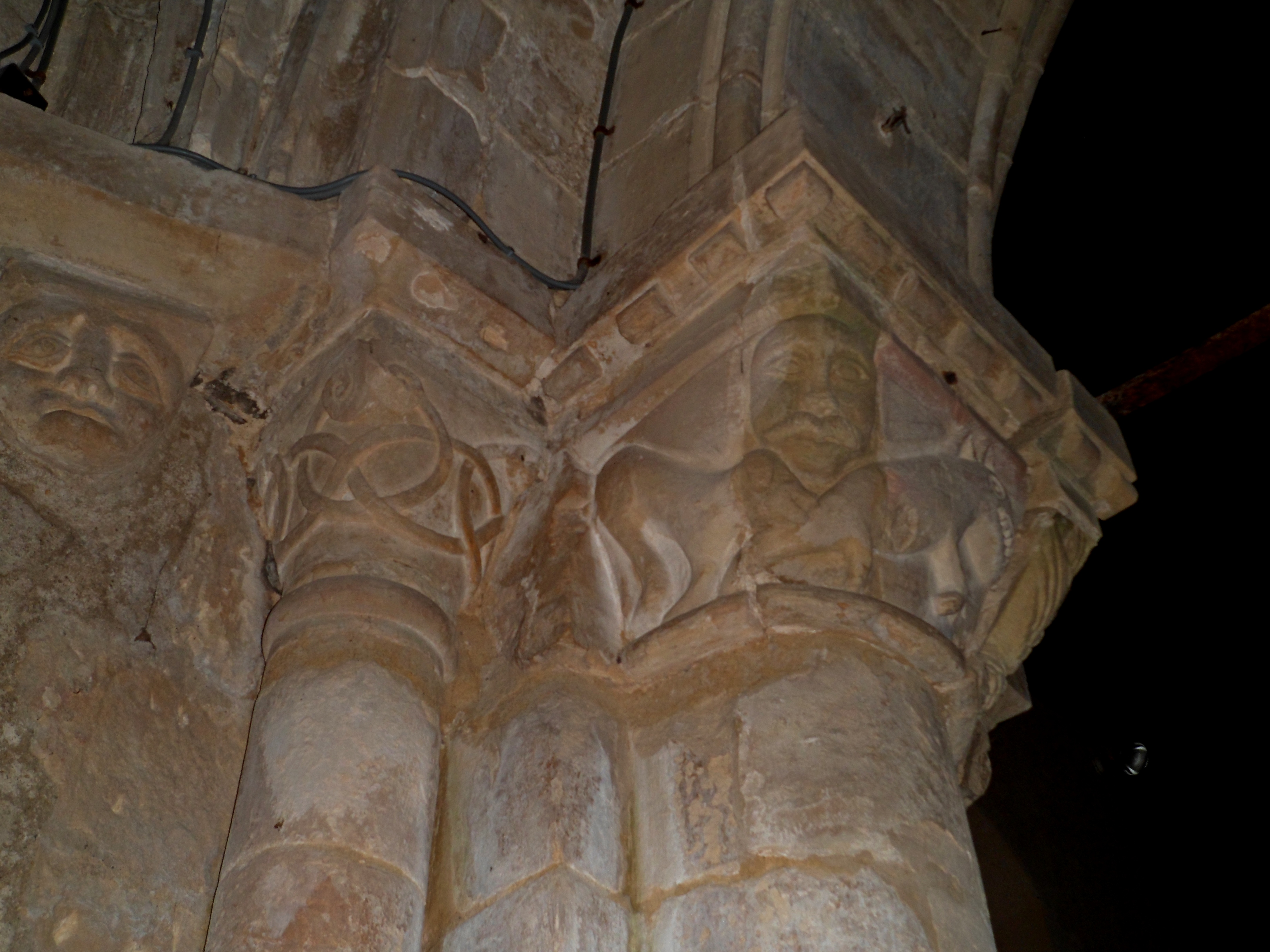
Un chapiteau.
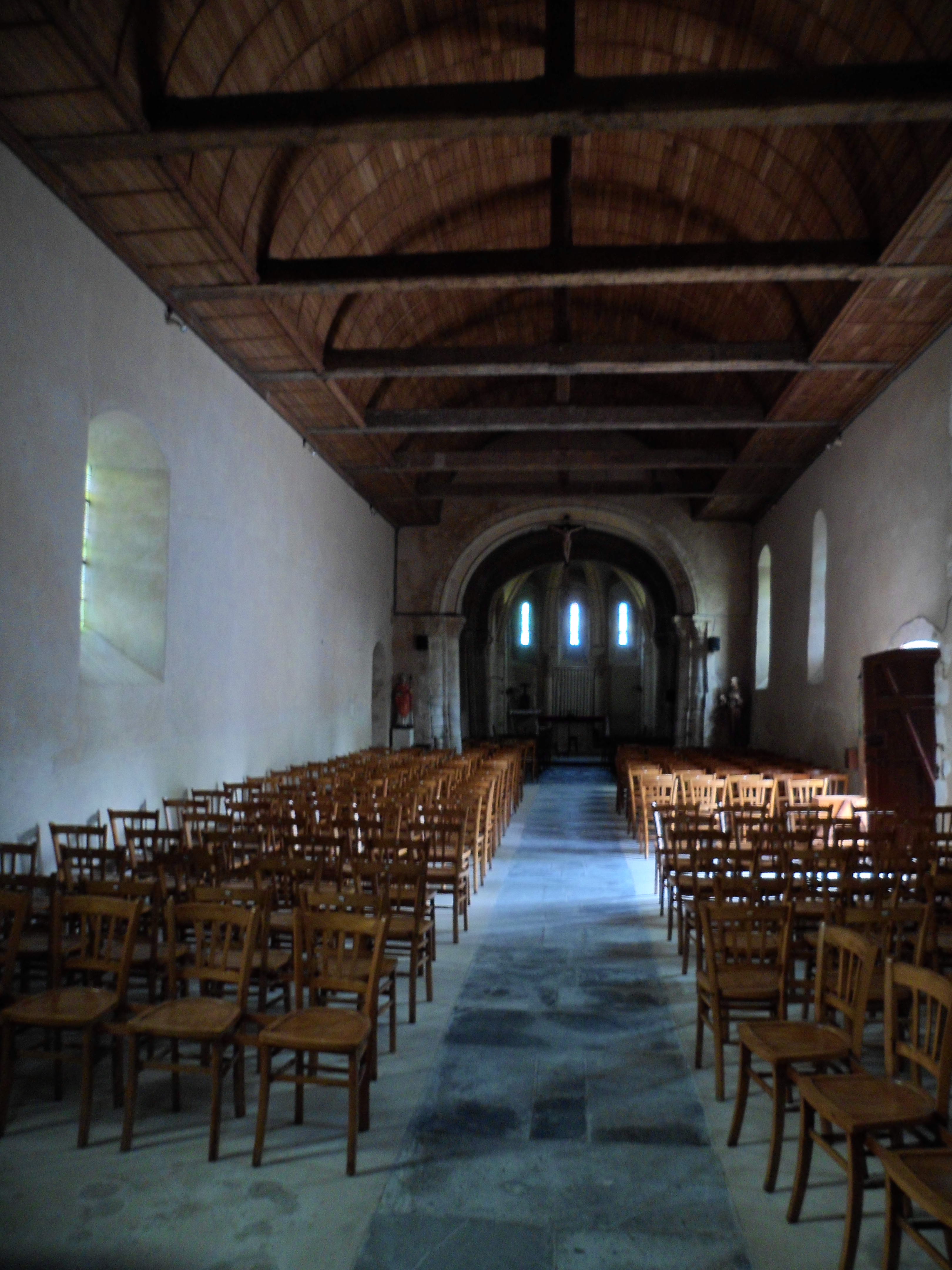
La nef.
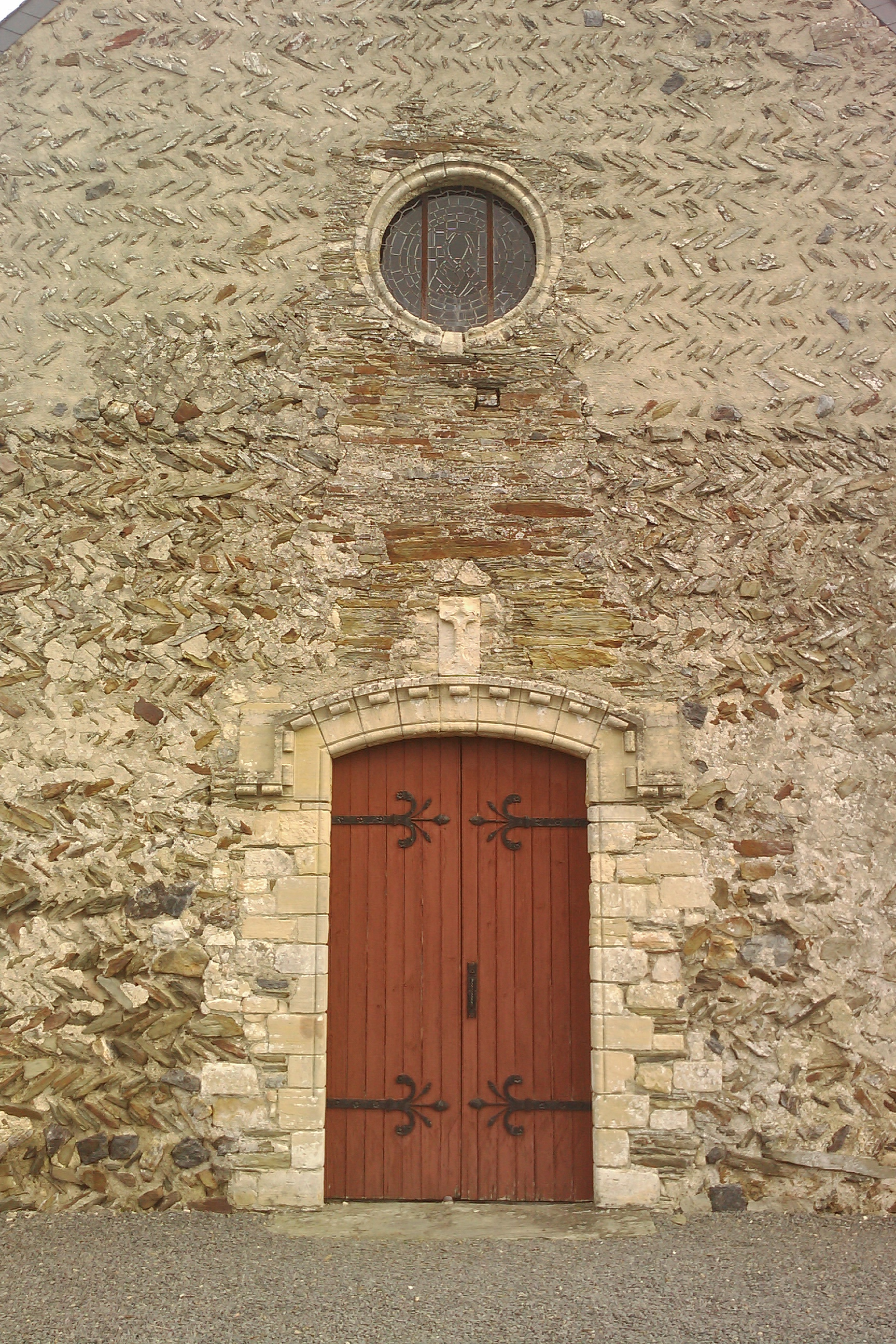
Le portail occidental.

## Protection
L'église est inscrite au titre des monuments historiques par arrêté du 2 août 1946.

## Mobilier
Six grandes verrières représentant des personnages bibliques et des saints sont exécutées en 1958. Elles figurent à l'Inventaire général du patrimoine culturel et représentent l'Assomption de la Sainte Vierge, saint Georges, saint François Xavier, sainte Jeanne d'Arc, saint Albert le Grand, et saint Ébremond. Chacune de ces verrières comporte une inscription descriptive du sujet, et le nom de l'auteur ou de l'atelier, comme Daumont-Tournel ou Flandrin-Latron. L'église abrite également une épitaphe de Gires Lecuqu († 1485), vicaire de la Barre-de-Semilly et des fonts baptismaux.

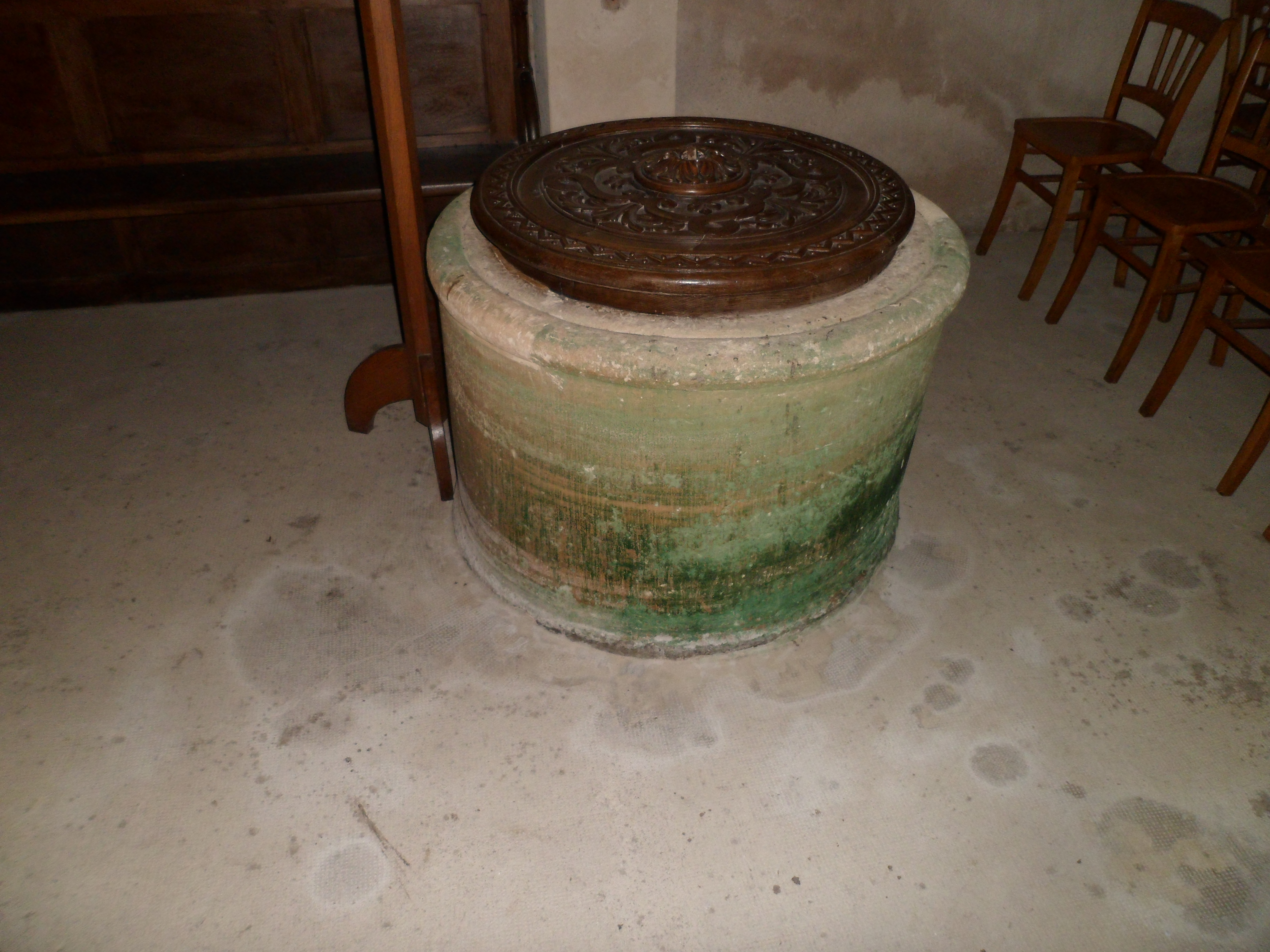
Les fonts baptismaux.